# 마그눙 하파에우 파리아스 타바레스
마그눙 하파에우 파리아스 타파레스(포르투갈어: Magnum Rafael Farias Tavares, 1982년 3월 24일 ~ )는 흔히 마그눙으로도 불리는 브라질의 축구 선수이다.